# Douglas Hogg (1. wicehrabia Hailsham)
Douglas McGarel Hogg, 1. wicehrabia Hailsham (ur. 28 lutego 1872 w Londynie, zm. 16 sierpnia 1950 w Carters Corner Place w hrabstwie Sussex) – brytyjski prawnik i polityk, członek Partii Konserwatywnej, minister w rządach Andrew Bonar Lawa, Stanleya Baldwina, Ramsaya MacDonalda i Neville’a Chamberlaina.
Był synem kupca i filantropa, Quintina Hogga, i Alice Graham. Był dwukrotnie żonaty. Jego pierwszą żoną została w 1905 r. Elizabeth Brown, z którą miał dwóch synów (m.in. późniejszego konserwatywnego ministra, Quintina). Po raz drugi ożenił się 1929 r. z Margaret Dew.
Przez 8 lat pracował w rodzinnej firmie Hogg, Curtis, Campbell and Co., w Indiach Zachodnich i Brytyjskiej Gujanie. Podczas II wojny burskiej służył w szeregach Lothian and Berwick Yeomanry. Został ranny podczas działań wojennych. Następnie rozpoczął pracę w kancelarii Ashurst, Morris, Crisp and Co. W 1902 r. został powołany do korporacji Lincoln's Inn. W 1917 r. został Radcą Króla, a w 1920 r. zasiadł we władzach korporacji.
W 1922 r. został wybrany do Izby Gmin jako reprezentant okręgu St Marylebone. Od razu otrzymał stanowisko prokuratora generalnego, które sprawował do 1928 r., z krótką przerwą w 1924 r. Na tym stanowisku nadzorował przyjęcie przez Izbę Gmin Trade Disputes Act w 1927 r. W 1928 r. Hogg otrzymał tytuł 1. barona Hailsham i zasiadł w Izbie Lordów. Został również Lordem Kanclerzem. Pełnił ten urząd do wyborczej porażki konserwatystów w 1929 r. W tym samym roku jego tytuł podniesiono do rangi wicehrabiego.
Po utworzeniu rządu narodowego w 1931 r. został ministrem wojny i przewodniczącym Izby Lordów. W 1935 r. ponownie został Lordem Kanclerzem. Na tym stanowisku przewodniczył ostatniemu w historii sądowi parów nad lordem de Clifford. W 1938 r. został na krótko Lordem Przewodniczącym Rady. Zrezygnował ze wszystkich stanowisk w 1938 r. z powodu złego stanu zdrowia.
Ostatnie lata życia lord Hailsham spędził w swojej rezydencji Carters Corner Place niedaleko Herstmonceux w hrabstwie Sussex. Zmarł tam w 1950 r. Tytuł wicehrabiego odziedziczył jego najstarszy syn.